# Giorgi Aptsiauri
Pas d'image ? Cliquez ici

a Compétitions nationales et continentales officielles uniquement.

b Matchs officiels uniquement.
Dernière mise à jour le 31 décembre 2020.
Giorgi Aptsiauri (en géorgien : გიორგი აფციაური), né le 20 janvier 1994, est un joueur géorgien de rugby à XV qui évolue au poste d'ailier et d'arrière. 

## Biographie
En 2011, il participe au championnat d'Europe des moins de 18 ans avec la Géorgie, alors seulement âgé de 17 ans. Il est de nouveau inclus à l'effectif pour l'édition 2012. Quelques mois plus tard, il participe au championnat d'Europe des moins de 20 ans. Il est titulaire à l'ouverture lors de la finale perdue, où il reçoit un carton jaune. 
Dans le même temps, il commence sa carrière senior en club. Il y joue ailier, et inscrit notamment un doublé lors des demi-finales du championnat de Géorgie de rugby à XV 2012-2013. Mais il devra s'incliner en finale face aux Lelo Saracens Tbilissi.
Repositionné à l'arrière, il remporte avec la Géorgie des moins de 20 ans le titre de championnat d'Europe 2013. La compétition étant qualificative pour le Trophée mondial junior, il prend ainsi part à l'édition 2014. 
En club, après une nouvelle défaite en finale du championnat de Géorgie avec l'Armia, il rejoint le RC Aia pour la saison 2014-2015. Il est mis à disposition par son club pour jouer avec les Tbilissi Caucasians, qui évoluent en Continental Shield.
La même année, il connaît sa première sélection avec la Géorgie. Il est en effet convoqué pour disputer un test match face aux Tonga. Il va rapidement s'installer dans le groupe géorgien, étant rappelé pour disputer la phase aller du Championnat européen des nations de rugby à XV 2014-2016, puis la Tbilissi Cup 2015. Il est logiquement convoqué par Milton Haig pour prendre part à la Coupe du monde 2015. Il y joue quatre rencontres, étant trois titulaires à l'aile, notamment face à la Nouvelle-Zélande. 
Après la coupe du monde, il change de club et retourne au RC Armia. En sélection, il participe à la phase retour du championnat d'Europe 2014-2016, remporté par la Géorgie. En fin de saison, il est impliqué dans une bagarre avec un arbitre lors d'un match face au RC Batoumi. Il est suspendu pour trois semaines par la commission de discipline géorgienne, et est privé de la tournée d'été avec la sélection nationale à cause de son comportement. Dans la foulée, il quitte de nouveau l'Armia et rejoint le RC Locomotive Tbilissi. En novembre, il retrouve la sélection nationale à l'occasion des tests matchs d'automne. Il dispute les trois rencontres programmées pour la Géorgie. 
En club, il reste au Locomotive et remporte le titre de champion de Géorgie 2018. Grâce au titre, il reste au club et repart pour une troisième saison consécutive avec le Locomotive. Il retrouve la sélection nationale à l'occasion du championnat d'Europe 2019, après une longue absence de deux ans et demi, notamment à cause de blessures. Il joue trois matchs lors du championnat d'Europe, dont deux en tant que titulaire à l'aile. Il participe à la préparation pour la Coupe du monde 2019, mais n'est pas dans le groupe finale. 
En 2020, il quitte la Géorgie pour sa première expérience à l'étranger, en rejoignant le VVA Podmoskovye, en Russie. Mais l'aventure se passe mal. Son arrivée au club est retardée à cause de la pandémie de Covid-19. Il reste sans contrat pendant ce laps de temps, ayant déjà quitté le Locomotive, et son contrat russe n'étant pas actif du fait qu'il était dans l'impossibilité de rejoindre la Russie. Non payé, il arrive en Russie avec son compatriote Zurab Eristavi. Leur installation a aussi été chaotique. D'abord installé dans un hôtel, « qui ressemblait à un bordel », ils sont ensuite logés dans un appartement insalubre. Ils jouent ensuite un premier match, et Aptsiauri reçoit un premier salaire. Eristavi n'en recevant pas, il retourne en Géorgie. Il entre alors en conflit avec son entraîneur, Pavel Baranovsky. Après quelque temps, il est licencié du club, tout comme un autre international géorgien, Lasha Malaguradze.
Il poursuit néanmoins sa carrière en Russie, rejoignant pour la saison suivante le Metallurg Novokouznetsk. Lors de la trève hivernale, il quitte le club, de nouveau pour des soucis financiers

## Palmarès
- Championnat d'Europe de rugby à XV des moins de 20 ans 2013
- Championnat européen des nations de rugby à XV 2014-2016
- Championnat de Géorgie de rugby à XV 2017-2018
- Championnat international d'Europe de rugby à XV 2018-2019

## Statistiques

### En sélection
| Année | Compétition         | Matchs | Points | Essais | Transf. | Drops | Pénal. |
| ----- | ------------------- | ------ | ------ | ------ | ------- | ----- | ------ |
| 2014  | Test                | 1      | -      | -      | -       | -     | -      |
| 2015  | CEN D1 2014-2016    | 5      | -      | -      | -       | -     | -      |
| 2015  | Tbilissi Cup 2015   | 2      | -      | -      | -       | -     | -      |
| 2015  | Test                | 2      | -      | -      | -       | -     | -      |
| 2015  | Coupe du monde 2015 | 4      | -      | -      | -       | -     | -      |
| 2016  | CEN D1 2014-2016    | 5      | -      | -      | -       | -     | -      |
| 2016  | Test                | 3      | -      | -      | -       | -     | -      |
| 2019  | REC 2019            | 3      | -      | -      | -       | -     | -      |
| Total | Total               | 25     | -      | -      | -       | -     | -      |